# Law Wing-fai
Law Wing-fai (chinesisch 羅永暉, Pinyin Luó Yǒnghuī; * 29. Juli 1949 in Haikou) ist ein chinesischer Komponist.

## Leben
Law Wing-fai wurde in der chinesischen Provinz Hainan geboren, wuchs aber in Macau und Hongkong auf. Er studierte Komposition bei Hsu Tsang-houei an der National Taiwan Normal University (Bachelor of Arts 1972) und bei John Crawford an der University of California (Master of Arts 1979).
Nach seiner Rückkehr nach Hongkong arbeitete er für die Filmindustrie. Er komponierte die Filmmusik zu 20 Filmen.
1980 wurde er Dozent für Musiktheorie und Komposition am Lingnan College. Von 1984 bis 1998 war er Dekan der Kompositionsfakultät der Hong Kong Academy for Performing Arts. 1995 studierte er Computermusik an der Stanford University. Seit 1998 ist er Composer in Residence der Hong Kong Academy for Performing Arts. Zu seinen Schülern zählt Stephen Yip und Pang Chun-ting.

## Auszeichnungen
- 1981: ACL Yoshiro IRINO Memorial Prize
- 1987: Hong Kong Film Awards in der Kategorie Beste Original Filmmusik
- 1992: Composer of the Year der Hong Kong Artists’ Guild
- 1995: Hutchinson Whampoa Fellowship des Asian Cultural Centre
- 2001:	CASH Golden Sail Music Award